# Vilho Palosaari
Vilho Palosaari (* 20. Juli 2004) ist ein finnischer Skispringer.

## Werdegang
Palosaari nahm im August 2019 erstmals am FIS Cup teil und gab ein Jahr später sein Debüt bei den Junioren-Weltmeisterschaften. Am 17. Oktober 2021 gewann er zusammen mit Kalle Törmänen und Kalle Heikkinen bei den Finnische Sommermeisterschaften die Silbermedaille im Mannschaftswettbewerb. Ende 2021 startete Palosaari in Ruka erstmals im Skisprung-Continental-Cup. Im März 2022 gehörte er beim Europäischen Olympischen Winter-Jugendfestival in Vuokatti zur Auswahl seines Landes.
Seit 2022 nimmt der Finne auch am Weltcup teil und konnte am Neujahrstag 2023 erstmals punkten.
Bei der Junioren-WM 2023 gewann Palosaari im Einzelwettbewerb Gold.

## Statistik

### Weltcup-Platzierungen
| Saison  | Platz | Punkte |
| ------- | ----- | ------ |
| 2022/23 | 66.   | 13     |

### Vierschanzentournee-Platzierungen
| Saison  | Platz | Punkte |
| ------- | ----- | ------ |
| 2022/23 | 039.  | 429,8  |

### Grand-Prix-Platzierungen
| Saison | Platz | Punkte |
| ------ | ----- | ------ |
| 2023   | 74.   | 11     |
| 2024   | 77.   | 07     |

### Continental-Cup-Platzierungen
| Saison  | Platz | Punkte |
| ------- | ----- | ------ |
| 2022/23 | 57.   | 88     |